# Giải vô địch bóng đá nữ Đông Á 2010
Giải vô địch bóng đá nữ Đông Á 2010 diễn ra tại Nhật Bản từ 6 tháng 2 tới 13 tháng 2 năm 2010. Nhật Bản là đội giành chức vô địch.

## Vòng loại
Hàn Quốc và Trung Hoa Đài Bắc lọt vào vòng chung kết.
| Đội                  | Đ | Tr | T | H | B  | BT | BB  | HS |
| -------------------- | - | -- | - | - | -- | -- | --- | -- |
| Hàn Quốc             | 4 | 4  | 0 | 0 | 41 | 0  | +41 | 12 |
| Đài Bắc Trung Hoa    | 4 | 3  | 0 | 1 | 35 | 7  | +28 | 9  |
| Hồng Kông            | 4 | 2  | 0 | 2 | 12 | 15 | −3  | 6  |
| Guam                 | 4 | 1  | 0 | 3 | 5  | 21 | −16 | 3  |
| Quần đảo Bắc Mariana | 4 | 0  | 0 | 4 | 1  | 51 | −50 | 0  |

| Guam                                                                  | 5 – 1    | Quần đảo Bắc Mariana |
| --------------------------------------------------------------------- | -------- | -------------------- |
| Thompson 17' · Zimmerman 31' · Quigley 72' (ph.đ.) · Shimizu 73', 87' | Chi tiết | Carrie Knight 39'    |

| Đài Bắc Trung Hoa | 8 – 1    | Hồng Kông         |
| --- | -------- | ----------------- |
| Lâm Ngọc Huệ 24', 63' · Lâm Mạn Đình 44' · Lâm Quỳnh Oanh 53' · Lý Tuyết Hoa 66' (ph.đ.) · Tằng Thục Nga 68' · Trần Huệ San 74' · Trần Hiểu Quyên 76' | Chi tiết | Trần Vịnh Thi 90' |

| Hồng Kông                                                                                                 | 10 – 0   | Quần đảo Bắc Mariana |
| --- | -------- | -------------------- |
| Phùng Kim Muội 3', 56', 61', 76' · Ngô Vĩnh Cầm 13', 34' · Trương Vĩ Kỳ 22', 39' · Trần Vịnh Thi 42', 47' | Chi tiết |                      |

| Guam | 0 – 9    | Hàn Quốc |
| ---- | -------- | --- |
|      | Chi tiết | Jeon Ga-Eul 5', 9' · Yoo Young-A 8', 63' · Kwon Hah-Nul 11', 26', 30' · Kim Soo-Yun 29' (ph.đ.) · Cho So-Hyun 74' |

| Đài Bắc Trung Hoa | 10 – 0   | Guam |
| --- | -------- | ---- |
| Tằng Thục Nga 5', 30' · Tạ Nghi Linh 36', 39' · Lâm Ngọc Huệ 51' · Đàm Vấn Lâm 66', 74' · Lâm Mạn Đình 69' · Vương Tương Huệ 70' · Lâm Nhã Hàm 82' | Chi tiết |      |

| Hàn Quốc | 19 – 0   | Quần đảo Bắc Mariana |
| --- | -------- | -------------------- |
| Ji So-Yun 2', 67', 70' (ph.đ.), 81', 90' · Choi Sun-Jin 11' · Lim Seon-Joo 20' · Lee Eun-Mi 24', 30', 64' · Hong Kyung-Suk 41' · Park Hee-young 50', 59' (ph.đ.) · Kwak Ji-Hye 65', 71', 76' · Cho So-Hyun 78' · Lee Jin-Hwa 87', 88' | Chi tiết |                      |

| Đài Bắc Trung Hoa | 17 – 0   | Quần đảo Bắc Mariana |
| --- | -------- | -------------------- |
| Lâm Ngọc Huệ 14', 25' (ph.đ.), 34', 65', 69', 70', 72' · Lâm Nhã Hàm 19' · Tằng Thục Nga 31', 36' · Peters 41' (l.n.) · Trần Hiểu Quyên 44' · Tạ Nghi Linh 49', 83' · Hill 67' (l.n.) · Đàm Vấn Lâm 76' · Sái Hân Vân 82' | Chi tiết |                      |

| Hàn Quốc                                                                                     | 7 – 0    | Hồng Kông |
| -------------------------------------------------------------------------------------------- | -------- | --------- |
| Yoo Young-A 6' · Kim Soo-yun 60', 65', 84', 90+' (ph.đ.) · Lee Jang-Mi 66' · Jeon Ga-Eul 88' | Chi tiết |           |

| Guam | 0 – 1    | Hồng Kông        |
| ---- | -------- | ---------------- |
|      | Chi tiết | Ngô Vĩnh Cầm 66' |

| Đài Bắc Trung Hoa | 0 – 6    | Hàn Quốc |
| ----------------- | -------- | --- |
|                   | Chi tiết | Jeon Ga-Eul 11', 90+1' · Yoo Young-A 28' · Kwon Hah-Nul 39' · Kim Soo-yun 65' (ph.đ.) · Ji So-Yun 81' (ph.đ.) |

## Vòng chung kết
| Đội               | Đ | Tr | T | H | B | BT | BB  | HS |
| ----------------- | - | -- | - | - | - | -- | --- | -- |
| Nhật Bản          | 3 | 3  | 0 | 0 | 7 | 1  | +6  | 9  |
| Trung Quốc        | 3 | 2  | 0 | 1 | 5 | 3  | +2  | 6  |
| Hàn Quốc          | 3 | 1  | 0 | 2 | 6 | 4  | +2  | 3  |
| Đài Bắc Trung Hoa | 3 | 0  | 0 | 3 | 0 | 10 | −10 | 0  |

| Nhật Bản               | 2 – 0    | Trung Quốc |
| ---------------------- | -------- | ---------- |
| Miyama 19' · Kinga 61' | Chi tiết |            |

| Hàn Quốc                                                   | 4 – 0    | Đài Bắc Trung Hoa |
| ---------------------------------------------------------- | -------- | ----------------- |
| Jeon Ga-eul 27' · Lee Jang-mi 28', 45+1' · Yoo Young-a 74' | Chi tiết |                   |

| Trung Quốc                      | 2 – 1    | Hàn Quốc      |
| ------------------------------- | -------- | ------------- |
| Mã Hiểu Húc 51' · Viên Phàm 63' | Chi tiết | Ji So-yun 85' |

| Nhật Bản                       | 3 – 0    | Đài Bắc Trung Hoa |
| ------------------------------ | -------- | ----------------- |
| Iwabuchi 36', 59' · Takase 85' | Chi tiết |                   |

| Đài Bắc Trung Hoa | 0 – 3    | Trung Quốc                                |
| ----------------- | -------- | ----------------------------------------- |
|                   | Chi tiết | Hàn Đoan 46', 60' · Bàng Phong Nguyệt 75' |

| Nhật Bản                | 2 – 1    | Hàn Quốc        |
| ----------------------- | -------- | --------------- |
| Ohno 7' · Yamaguchi 17' | Chi tiết | Yoo Young-a 75' |

### Giải thưởng
| Thủ môn xuất sắc | Vua phá lưới                                   | Hậu vệ xuất sắc  | Cầu thủ xuất sắc | Giải Fairplay |
| ---------------- | ---------------------------------------------- | ---------------- | ---------------- | ------------- |
| Trương Diễm Như  | Hàn Đoan Iwabuchi Mana Lee Jang-Mi Yoo Young-A | Iwashimizu Azusa | Sawa Homare      | Trung Quốc    |